# Visscherbijbel
De Visscherbijbel is een Nederlandse Bijbelvertaling van het Oude Testament, de apocriefen en het Nieuwe Testament uit het Hoogduits die in 1648 verscheen. De vertaling dankt haar naam aan de belangrijkste vertaler, de lutherse predikant Adolf Visscher (1605-1652), en is tot halverwege de twintigste eeuw in gebruik geweest bij de Evangelisch-Lutherse Kerk in het Koninkrijk der Nederlanden.

## Geschiedenis van de vertaling
Sinds de zestiende eeuw maakte het lutheranisme opgang in de Nederlanden. Aanvankelijk bestonden de lutherse kerkgemeenten vooral uit (Zuid-)Nederlanders. Deze Nederlandse lutheranen maakten gebruik van een Bijbelvertaling die terugging op het werk van dr. Maarten Luther, de Biestkensbijbel (1560). In de loop van de zeventiende eeuw nam het aantal lutheranen echter gestaag toe door de vestiging van Duitse (en Scandinavische) immigranten die het aantal van oorsprong Nederlandstalige lutheranen overvleugelden. De veelal uit Duitsland afkomstige predikanten waren weinig geïnteresseerd om Nederlands te leren en de diensten verliepen dan ook in het Hoogduits. De nazaten van de Duitse immigranten spraken op den duur echter geen Duits meer, maar Nederlands. De synode van de Evangelisch-Lutherse Kerk in Nederland wilde de nieuwe generatie lutheranen echter voor het lutherse geloof behouden en besloot in 1644 tot de instelling van een vertaalcommissie van negen mannen onder leiding van de predikant van de Amsterdamse Lutherse Gemeente, ds. Adolf Visscher, die de opdracht kreeg de Bijbel uit het Hoogduits te vertalen.
Voor haar vertaling maakte de vertaalcommissie onder leiding van ds. Visscher geen gebruik van de grondtalen en ze week daarmee af van de keuze bij de Statenvertaling, die kort daarvoor was verschenen. Visscher en de zijnen corrigeerden de bestaande Biestkensbijbel aan de hand van een goede en betrouwbare uitgave van de Hoogduitse Lutherbijbel. In 1648 was het werk van de vertaalcommissie af en werd de Bijbelvertaling gedrukt door de Amsterdamse drukker Rieuwert Dirksz van Baardt, die in dienst was bij de uitgever Louis Elsevier. Kenmerkend voor de vertaling was het extra markeren van Bijbelplaatsen die in het lutherse christendom van groot belang zijn voor de geloofsleer. Gelijk de Statenvertaling wordt de Visscherbijbel gekenmerkt door vele kanttekeningen. De Visscherbijbel werd de officiële Bijbelvertaling voor de lutherse kerkgemeenten in Nederland.
In 1702, 1734, 1748, 1780, 1823, 1852, 1873, 1906, 1911 en laatstelijk in 1939 werd de Visscherbijbel (grondig) herzien. Bij de herzieningen werd steeds vaker teruggegrepen op de grondtalen en op moderne taalkundige ontwikkelingen. Latere edities probeerden op het taalgebruik van de Statenvertaling aan te sluiten. Na drie eeuwen revisiewerk was de Visscherbijbel steeds verder af komen te staan van de oorspronkelijke Luthervertaling.

### Aflossing door de NBG '51
In 1951 werd de Visscherbijbel in de Evangelisch-Lutherse Kerk in het Koninkrijk der Nederlanden vervangen door de Nieuwe Vertaling van het Nederlands Bijbelgenootschap, kortweg de NBG '51 genaamd. Anders dan gewone uitgaven bevatte de NBG '51-editie van lutheranen ook de apocriefen. De laatste herziene uitgave van de Visscherbijbel uit 1939 heeft invloed gehad op de NBG '51-vertaling.
De Nieuw-Apostolische Kerk heeft de Visscherbijbel tot 2006 gebruikt als standaardbijbel.

## Uitvoering
De Visscherbijbel verscheen in 1648 niet onder die naam, maar met de titel BIBLIA : Dat is, de gantsche H. Schriftuure vervattende alle de Boeken des OUDEN ende NIEUWEN Testaments. In de uitgave van 1702 werd een portret van ds. Visscher opgenomen en vanaf 1734 verschijnt de naam 'Visscher' op de titelpagina.